# حسین بن روح نوبختی
حسین بن روح بن ابی‌بحر نوبختی (درگذشته ۳۲۶ ق/ ۹۳۷ م) در اعتقادات شیعیان دوازده امامی سومین نایب خاص حجت بن الحسن به‌مدت بیست سال (حدود ۳۰۵ تا ۳۲۶ ه‍. ق/ ۹۱۷ تا ۹۳۷ میلادی) در دوران غیبت صغری بود.
ابوجعفر محمد بن علی شلمغانی (اعدام شده در سال ۳۲۲ ق/ ۹۳۳ م) دستیار حسین روح و مأمور او در بغداد و حسین منصور حلاج به مخالفت با نیابت حسین بن روح پرداخته و با نفوذی که خاندان نوبختی داشتند، توسط خلافت عباسی اعدام شدند.

## زندگی
حسین بن ابی‌بحر را مورّخان و محدّثان گاهی «نوبختی»، «روحی»، گاهی «حسین بن روح بن بنی‌نوبخت» و بعضاً «قمی» گفته‌اند. در بعضی از روایات آمده که وی اهل قم بوده‌است؛ برخی دیگر معتقدند که ملقّب شدن نوبختی به «قمی»، بخاطر شدّت علاقه و ارتباط وی با قم و علمای آن سامان بوده‌است.
وی از خانواده نوبختی بود و با ابوسهل نوبختی نسبت داشت که در تبیین علم کلام تشیع دوازده امامی نقش مهمی دارد. حسین بن روح علاوه بر آنکه در میان شیعیان بغداد از موقعیت اجتماعی خوبی بهره‌مند بود، در میان دستگاه خلافت عباسی به‌خصوص آل‌فرات نیز از نفوذ و احترام قابل ملاحظه‌ای برخوردار بود.
او از نزدیکان مورد اعتماد محمد بن عثمان (دوّمین نایب خاص) بود و رابط بین او، پدرش عثمان بن سعید و شیعیان بود.
علی بن بابویه (پدر شیخ صدوق) برای دیدار با او به بغداد رفت و پاسخ پرسش‌هایش را از وی دریافت کرد.
وی به سفارش محمد ابن عثمان پس از مرگش جانشین او شد و به‌مدت ۲۰ سال (تا ۳۲۶ ق - ۹۳۷ میلادی) در این مسند باقی ماند. وی از خانواده نوبختی بود و با ابوسهل نوبختی نسبت داشت که در تبیین علم کلام تشیع دوازده امامی نقش مهمی دارد.

## مرگ
حسین بن روح در ۱۸ شعبان سال ۳۲۶ هجری درگذشت. قبر منسوب به وی در محله نوبختیه در غرب بغداد در وسط بازار عطاران، در انتهای کوچه‌ای است که در آنجا بقعه و صحن مختصری بنا کرده‌اند.